# Anna Kordecka
Anna Kordecka (ur. 15 lipca 1897 w Świdwiborku, zm. 3 lutego 1974 w Myszyńcu) – polska twórczyni ludowa z kurpiowskiej Puszczy Zielonej.

## Życiorys
Była córką Tomasza i Rozalii Kordeckich. Miała piątkę rodzeństwa. W swojej familii, jako jedyna posługiwała się nazwiskiem "Kordecka". Pozostali członkowie rodziny nosili nazwisko "Kordek". Według przekazów rodzinnych, Kordecka przez krótki okres przebywała w zakonie.
Wycinankarstwem, hafciarstwem i tkactwem zajmowała się od wczesnej młodości. Zajmowała się też szyciem strojów kurpiowskich.
W 1927 współorganizowała pierwszą kurpiowską spółdzielnię przemysłu ludowego – „Kurpianka” w Myszyńcu. Była jej sekretarką. Statut Spółdzielni został zarejestrowany 10 maja 1928 r. w Sądzie Okręgowym w Łomży. Spółdzielnia liczyła wówczas 43 członków.  
Wspierała Adama Chętnika w gromadzeniu eksponatów do skansenu kurpiowskiego w Nowogrodzie. 
Po II wojnie światowej brała udział w konkursach sztuki ludowej. Swoje prace prezentowała w Polsce i za granicą. W 1951 współzakładała spółdzielnię „Kurpianka” w Kadzidle. W Myszyńcu we własnym mieszkaniu na ulicy Sienkiewicza prowadziła izbę regionalną. Dla muzeów skupowała eksponaty.
W 1959, jako pierwsza artystka z Kurpi, miała wystawę indywidualną. Zorganizowano ją w Ostrołęce z okazji 35-lecia pracy twórczej Anny Kordeckiej.
Została uhonorowana Złotym Krzyżem Zasługi. Była uznawana za jedną z najwybitniejszych twórczyń ludowych na Kurpiach.
Spoczywa na cmentarzu parafialnym w Myszyńcu.

## Upamiętnienie
W 2020 była jedną z bohaterek wystawy Wycinkanka kurpiowska z Puszczy Zielonej przygotowanej przez Muzeum Kultury Kurpiowskiej w Ostrołęce.
Jej imię nosi doroczny konkurs pod hasłem „Rękodzieło wsi kurpiowskiej” organizowany przez RCKK w Myszyńcu. 
W 2024 w holu budynku RCKK w Myszyńcu, w 50. rocznicę śmierci artystki, odsłonięto tablicę ją upamiętniającą. Wydano książkę Anna Kordecka. Prekursorka twórczości ludowej na Kurpiach oraz przygotowano wystawę pod tym samym tytułem. 

## Galeria

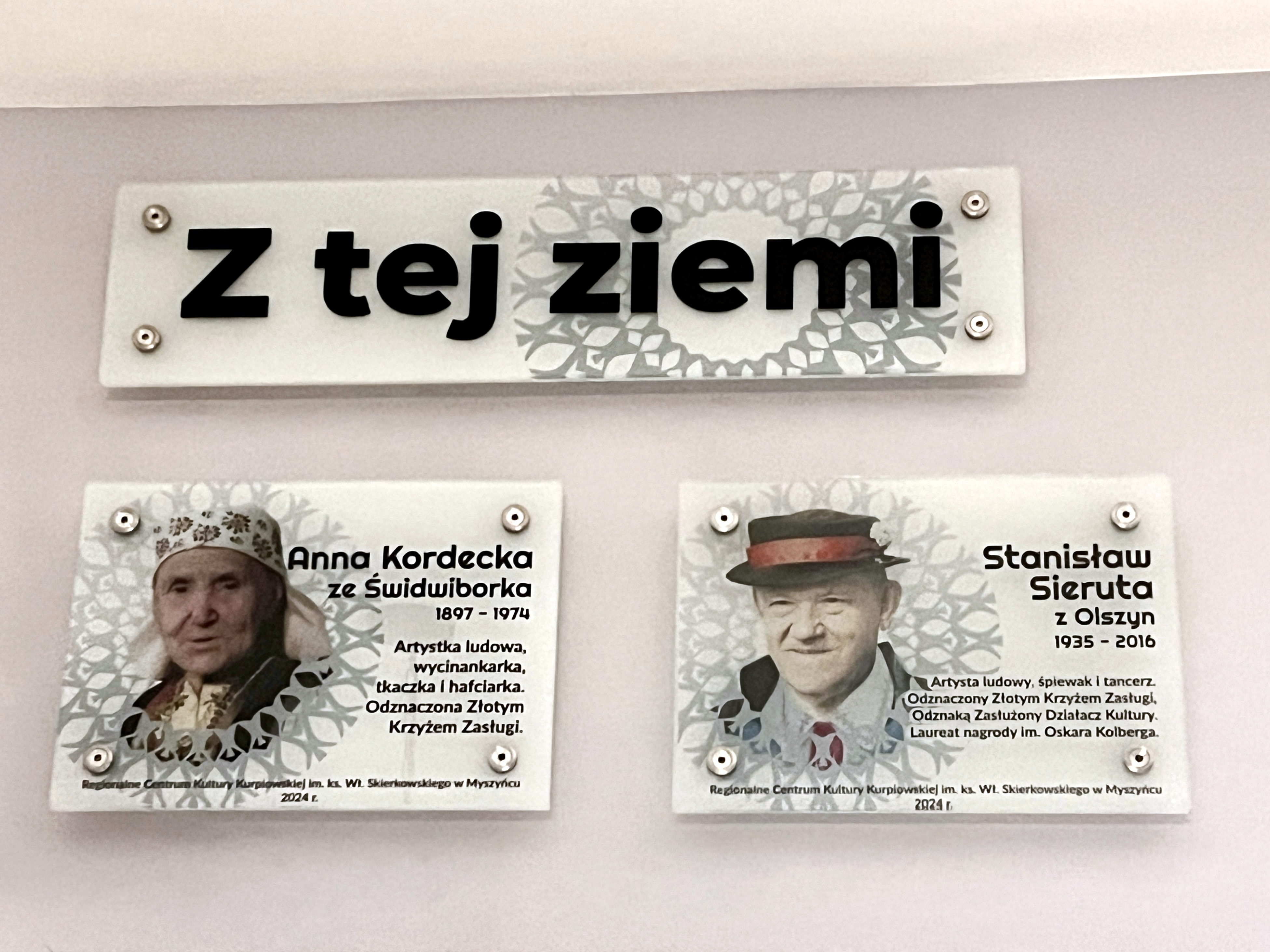
Tablica upamiętniająca A. Kordecką w RCKK w Myszyńcu
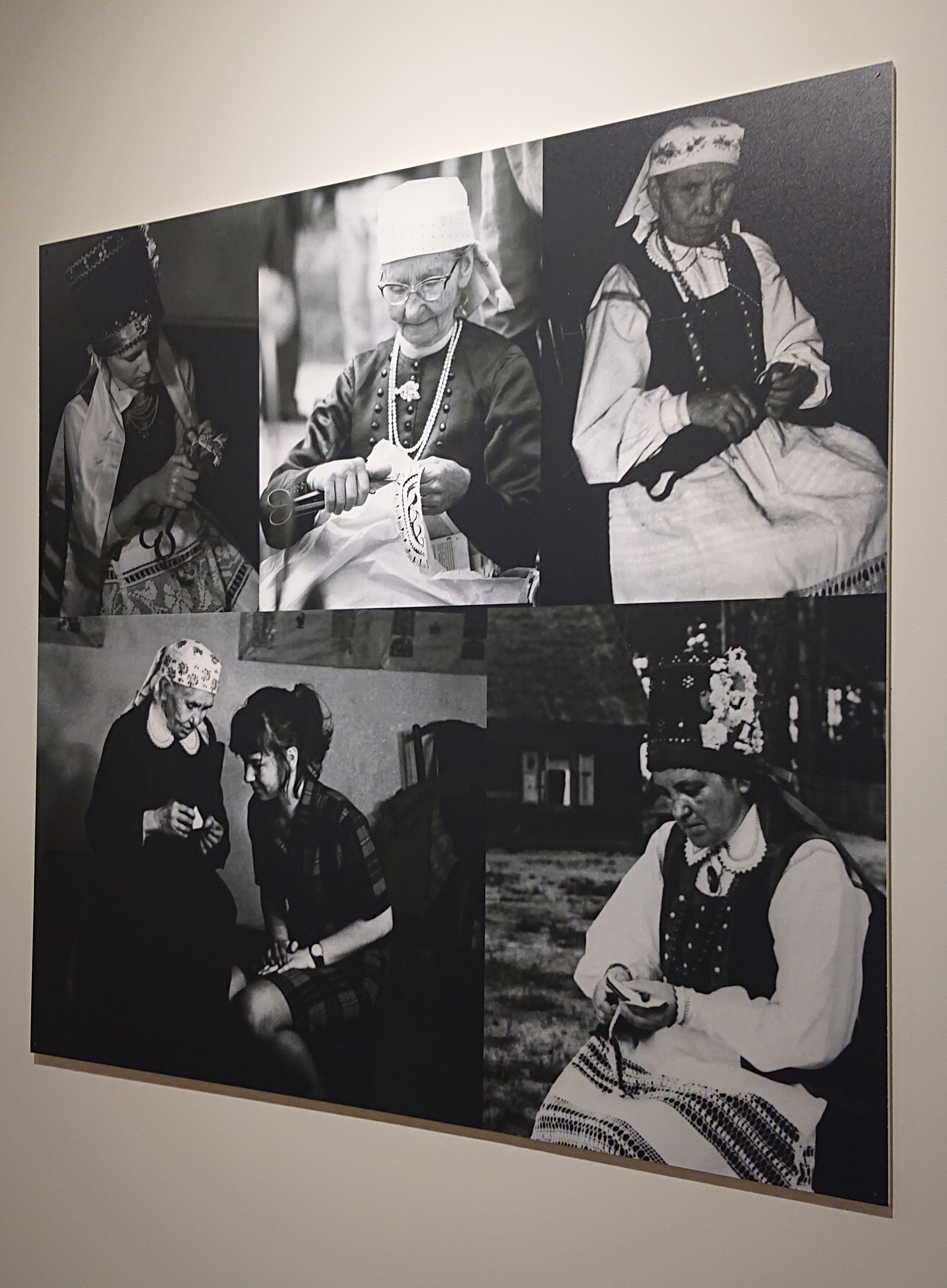
Plansza na wystawie w Muzeum Kultury Kurpiowskiej w Ostrołęce, na dole po lewej Anna Kordecka z uczennicą
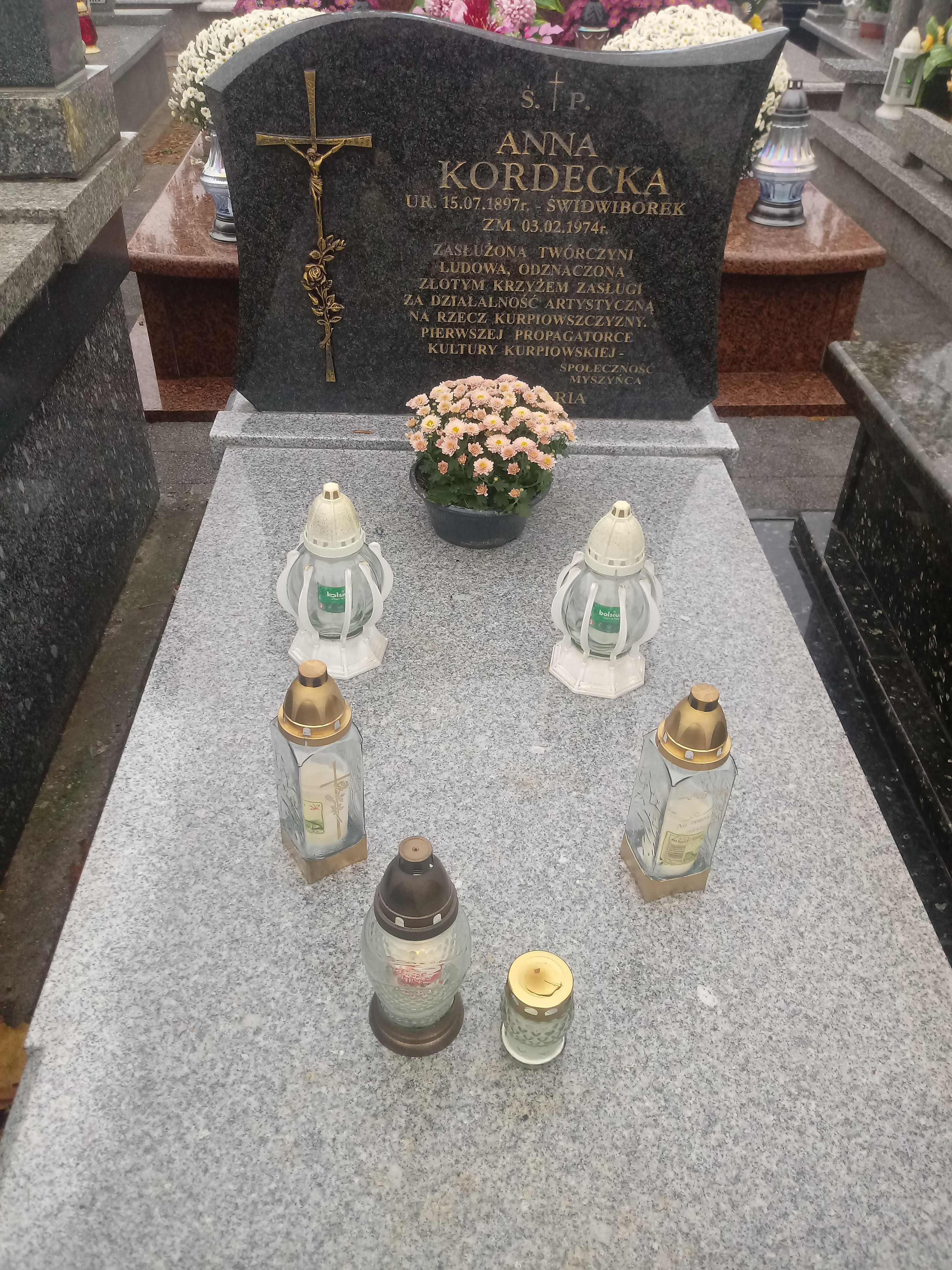
Grób Anny Kordeckiej na cmentarzu w Myszyńcu